# 三一铁路快线
三一铁路快线（Trinity Railway Express，简称TRE）是达拉斯-沃斯堡大都会区的通勤铁路线路。它是由达拉斯地区捷运局（DART）和三一公交局（Trinity Metro）之间达成的跨地方协议下建立的。每个运输局都拥有该联合铁路项目50%的股份，并交由承包商Herzog Transit Services运营该线路。TRE于1996年12月开始运营。
截至2014年第四季度，TRE的平均工作日乘客量为每天8,200人次，是美国乘客人数排名第十五高的通勤铁路系统。2014年，TRE的总载客量为2,293,500人次。 

## 路线
TRE线的东部终点站是达拉斯市中心西侧的达拉斯联合车站。该线路向西北延伸，经过美国航空中心和西南医疗中心，途经欧文、达拉斯/沃斯堡国际机场、赫斯特和里奇兰希尔斯，最后在沃思堡市中心停靠两站（位于第9街和琼斯街交叉口的沃思堡中央车站和位于斯羅克莫頓街的T&P站）。全线共有十个常规车站，包括胜利站（在2009年9月DART绿线开通之前，该站仅用于特殊活动）。并非所有列车都是直通列车——部分列车在CentrePort/DFW机场站终止或发车。

## 图片

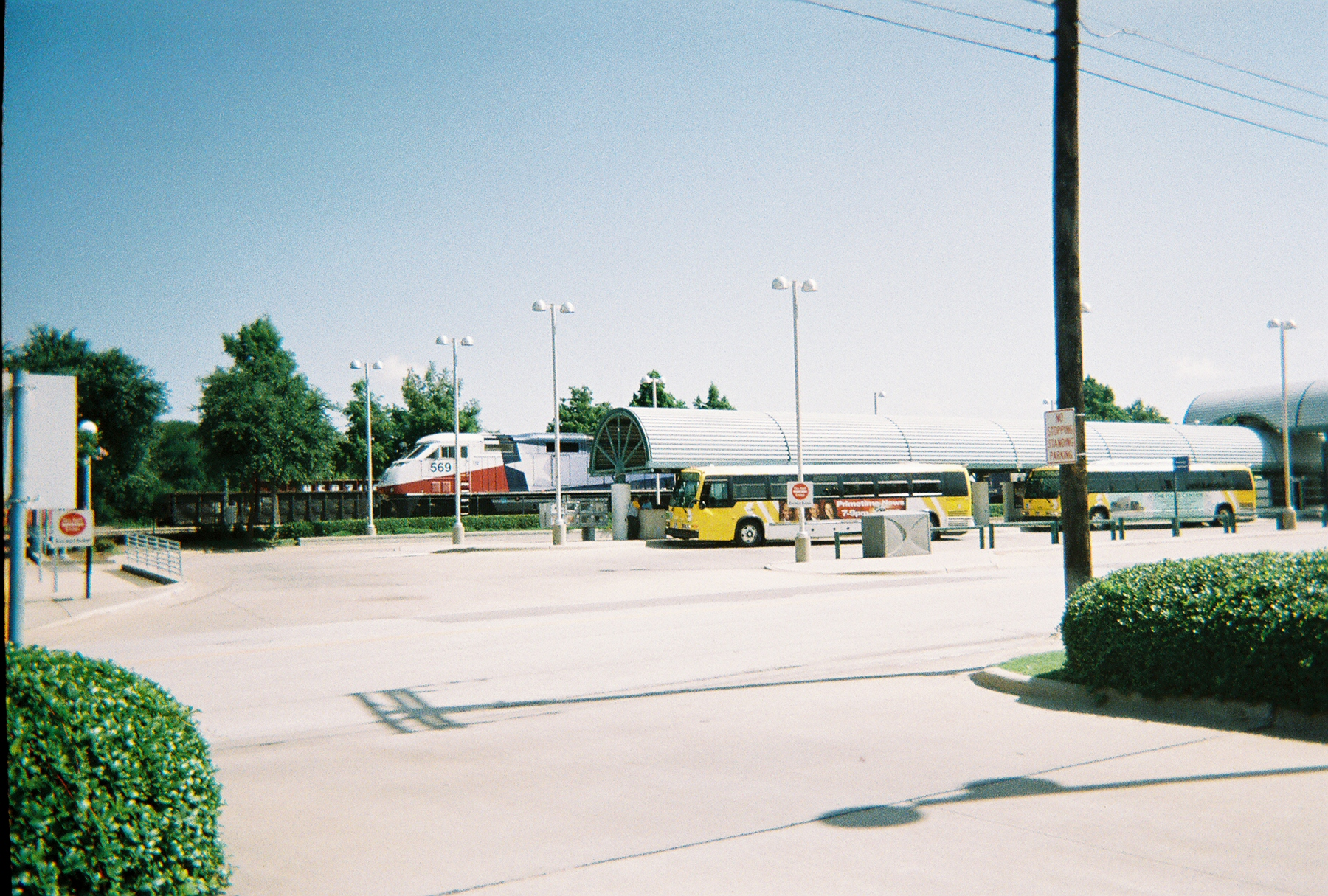
在南欧文站的TRE火车
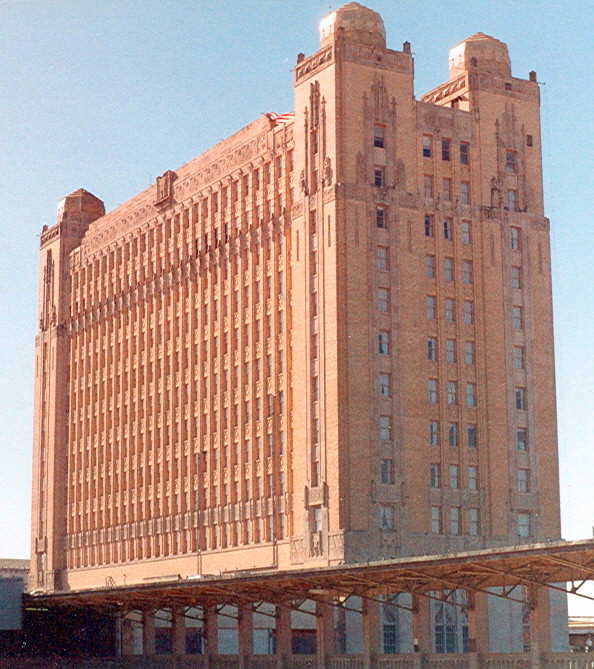
TRE停靠在沃思堡历史悠久的T&P站
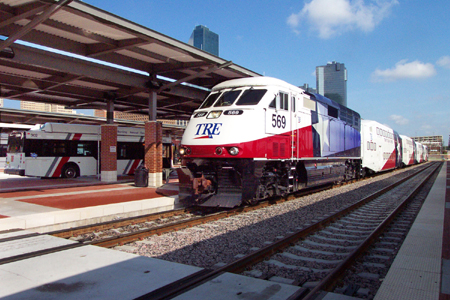
三一铁路特快列车驶入沃思堡中央车站